# OECD IT 장관회의
OECD IT 장관회의(인터넷 경제의 미래에 관한 OECD 장관회의, OECD Ministerial Meeting on the Future of the Internet Economy)는 OECD가 주관하는 장관급 국제회의로 2008년 6월 17일부터 6월 18일까지 대한민국 서울에서 개최됐다.

## 일정
"인터넷경제의 미래"에 관한 OECD 장관회의가 2008년 6월 17일-6월 18일간 서울 코엑스에서 개최됐다. 경제협력개발기구 정보통신정책위원회(OECD ICCP; Committee for Information, Computer and Communications Policy)가 주관하고 대한민국이 개최하는 이번 장관회의는 2008년6월16일(월) 하루동안 열리는 민간 이해관계자회의(stakeholders' meeting)와 2008년 6월17일(화)-6월18일(수)에 열리는 "인터넷경제의 미래"에 관한 OECD장관회의, 2008년6월19일에 열리는 OECD 정보통신정책위원회(ICCP)를 공식행사로 하여 개최될 예정이다.
일반인들이 널리 사용하고 있고 분권화되어 있는 인터넷의 특성에 맞게 민간의 다양한 의견 수렴을 위해 장관회의 개최 하루 전날(2008년 6월16일) 민간 이해관계자 회의(stakeholders' meeting)를 열어 민간의견을 최종적으로 폭넓게 수렴하고, 그 결과를 이어서 개최되는 장관회의에 반영시키고, 장관회의 결과로 나올 장관 결의사항 또는 지시사항을 차질없이 반영하기 위해 장관회의 다음날 (2008.6.19), OECD 정책통신정책위원회(ICCP)가 개최되는 것이다.

## 참가 예상 단체 및 인원
1998년 카나다 오타와에서 개최된 전자상거래 장관회의때는 29개 회원국, 12개 비회원국에서 약 1000명이 참석했다. 2008년 서울 OECD장관회의 때는 30개 회원국, 11개 비회원국과 다수의 기관에서 참가할 예정이므로 1500명의 국내외 참가자가 참석할 것으로 전망된다. 초청하는 주요인사,단체를 살펴보면 다음과 같다.
- 30개 OECD 회원국 장관: 정보통신, 경제, 산업 분야
- 11개 OECD 비회원국 : BRICS(브라질, 러시아, 인도, 중국, 남아프리카), OECD ICCP 옵저버(에스토니아, 이스라엘, 싱가포르), ICCP옵저버예정국(칠레, 슬로베니아, 인도네시아)
- 7개 국제기구 : APEC TEL(Asia-Pacific Economic Cooperation Telecommunications Working Group),ITU(International Telecommunication Union), WIPO(World Intellectual Property Organization), UNESCO(United Nations Educational, Scientific and Cultural Organization), WB(The World Bank), EU(European Union), ASEAN(Association of Southeast Asian Nations)
- 2개 국제협의체(international fora) : IGF(Internet Governance Forum), GAID(Global Alliance for ICT and Development)
- 3개 비정부단체 (시민사회) : CI(Consumers International), EPIC(Electronic Privacy Information Center), TACD(Trans Atlantic Consumer Dialogue)
- 2개 인터넷 기술공동체 조직 : ISOC(Internet Society), ICANN(Internet Corporation for Assigned Names and Numbers)
- 초청 저명인사 16명

- 개회식 : 한국인사(환영사), 반기문 UN사무총장(축사), 한국 정보통신부장관(개막연설), Angel Gurria(OECD사무총장),
 Carlos M. Gutierrez 미국 상무성장관, Viviane Reding EC 정보사회미디어국 집행위원,
 왕쉬둥 중국 신식산업부장관, 에릭 슈밋 구글CEO, 이건희 삼성회장

- 본회의 라운드테이블 세션

- "미래 경제 성과 / 사회 복지 향상 라운드테이블" : 데이비드 도지 (캐나다연방 중앙은행장)
- "글로벌 인터넷 경제 라운드테이블" : 무함마드 유누스 (노벨평화상-"microcredit"), 아마둔 투레 (ITU사무총장)
- "창의성 증진 라운드테이블" : 루퍼트 머독 (뉴스 코퍼레이션 사장-MySpace.com)
- "융합의 혜택 라운드테이블" : 니클라스 센스트룀 (스카이프/주스트 창업자)
- "신뢰성 구축 라운드테이블" : 벤 페르바옌 (BT사장), 로런스 레시그 (스탠퍼드 법대 교수), 크레이그 배럿 (인텔 사장), 크리스틴 라가르드(프랑스 경제 장관)

- lunch speaker : 토머스 프리드먼 (뉴욕 타임스 "Foreign Affiars" 컬럼니스트, "렉서스와 올리브나무" "세계는 평평하다" 등 저자)

## 배경 및 목적
10년 전
"인터넷경제의 미래"에 관한 OECD장관회의는 정보통신 분야에서 OECD가 조직하는 두 번째 장관급 회의다. 첫 번째 OECD장관회의는 카나다가 1998.10.7-9 오타와에서 개최한 전자상거래에 관한 콘퍼런스였다. 동 장관급 콘퍼런스의 정식명칭은 "국경없는 세상-글로벌 전자상거래의 가능성 실현"이었다 (OECD Ministerial Conference on "A borderless world: realising the potential of global electronic commerce"). 하루반 동안 개최된 OECD 오타와 장관회의는 당시 29개 OECD회원국과 12개 비회원국, 12개 국제기구, 업계/노동계/소비자단체/기타 NGO에서 약 1000명이 참가했고, 다양한 이해관계자가 참가한 최초의 OECD장관급 회의였다. 오타와 장관회의는 전자상거래의 경제사회적 가능성 및 동 가능성을 막는 장애물과 이에 대한 해결책을 검토하고 3가지 영역에서 OECD의 향후 작업 방향을 제시했다.
첫째, 프라이버시 보호,
둘째, 재래시장에서와 같은 소비자 편익 및 권리 보호.
셋째, 전자상거래 인증 (전자상거래 발전을 가로막는 미디어 관련 규제 개정 포함).
아울러 7가지 단기 OECD 작업 프로그램이 제시되었다.
1. 전자상거래의 경제,사회적 파급효과와 이를 정부 특히, 교육분야에 적용하는 것에 관한 분석작업 지속 추진
2. 특정 기술 조언그룹을 업계와 같이 구성하여 세금이슈(예를 들어 로열티, 영구 설립, 소비세)를 다루고 세금 지급 부담을 경감하기 위해 전자상거래 기술을 활용하는 방안을 모색
3. 1999년에 전자상거래에 관점에서 소비자 보호 가이드라인 개발
4. 1980년 OECD 프라이버시 가이드라인의 글로벌 네트워크를 실질적으로 이행하는 방안
5. 전자상거래를 개념정의하고 측정하는 작업 개시
6. 진화하는 정보통신망(기술적 융합, 인프라에 대한 접근 제고, 공개시장 필수조건 포함)의 정책적 의미를 계속 조사,
7. 인증과 검정(authenticaton and certification)을 위한 기술적 모델을 분석하여 이 분야의 정책 형성 지원

현재
OECD 오타와 전자상거래 장관회의 이후 10년이 되는 2008년을 앞둔 현재, 온라인 세계는 중대한 전환점에 처해 있다. 즉, 인터넷 경제의 향후 발전에 영향을 줄 큰 변화가 일어나고 있다. 과거 주요 통신기능을 제공하던 별개의 네트워크들이 인터넷으로 통합되고 있고, 우리의 일상적인 상업적/사회적 행위가 점점 더 인터넷에 기반을 두고 있고, 네트워크의 무결성 (network integrity)을 위협하는 강력하고도 고도의 공격이 매일 발생하고 있다. 인터넷의 이용과 기능에 있어서의 이러한 중대한 변화요인들은 인터넷과 인터넷을 둘러싼 경제시스템이 주요 변환기에 있음을 보여주는 것이다.
이 시점에서의 정책은 정책분야, 국경, 다양한 이해관계 집단을 넘어 조심스럽게 입안되고 상호조율될 필요가 있다. 향후 10년에 걸친 인터넷경제의 지도원칙(guiding principles)이 필요하다. 2008년에 개최되는 "인터넷경제의 미래"에 관한 OECD장관회의는 정부, 업계, 기술공동체, 시민사회가 모여 인터넷경제의 발전을 결정짓는 사회, 경제, 기술 트랜드에 대해 생각해 보고 그 미래를 위한 환경을 조성하는 정책들을 토론할 이상적인 기회를 제공할 것이다.
OECD 회원국은 2006년 7월 인터넷경제의 미래를 결정하는 광범한 트렌드와 정책을 분석하기 위해 장관급 회의를 개최하기로 합의했고 (2006.7.13, OECD각료이사회 결정), 이어 2006년 12월에 동 OECD장관회의를 한국 서울에서 2008.6.17-18 개최하기로 합의했다 (2006.12.14, OECD각료이사회 결정).

## 주요 논의사항
2008 서울 OECD장관회의는 21세기 인터넷의 역할과, 성장과 개발을 위한 지도원리를 논의할 예정이다. 즉, 보건, 교육, 환경 등 수없이 많은 분야에서 경제성장과 사회발전을 지탱하는 핵심 경제, 사회 인프라로서의 21세기 인터넷의 역할과, 성장과 개발을 위한 지도원리를 논의함으로써,
- 인터넷이 촉발시키는 쇄신의 혜택을 누려서 인프라/ 서비스에 대한 투자를 유도하는 환경을 조성하고,
- 개인 프라이버시를 보호하는 한편 개인맞춤형 정보를 제공하는 서비스와 기기 확산을 고무시키거나 또는 온라인 사교네트워크에 참여할 수 있도록 하며,
- 경쟁적인 통신서비스를 선,후진국에서 꽃피우기 위한 전략을 확인하고
- 분권화된 네트워크의 성격과 민관 상호작용의 전통을 바탕으로 경제,사회 복지의 필수 요소 인프라로서 인터넷이 거둔 성공적인 경험을 바탕으로 향후 논의를 진행시킨다.

## 세션별 주제
- "미래 경제 성과/사회 복지 향상(Improving Economic Performance & Social Welfare)" 라운드테이블 : 인터넷은 도로, 항구, 은행시스템과 같이 근본적인 사회경제적 인프라의 일부가 되었다. 정보통신 정책은 무역, 노동, 화폐재정 정책처럼 경제정책의 기본적인 요소인 것이다. 하지만, 성장동력으로서의 인터넷의 가능성은 이제 실현되기 시작된 것에 불과하다. 인터넷은 경제적 성과와 고용, 교육, 보건, 환경 및 정부서비스 전달 등 분야에서 점점 더 긍정적인 변화의 촉매제가 되고 있다. 정보를 생산, 조작, 추출함으로써 사회경제적 가치를 만드는 지식기반사회에서는 인터넷이 점점 더 근본적인 역할을 하는 것이고 인터넷의 지속가능성이 지구촌의 관심사안이다. 사용자, 애플리케이션, 서비스라는 측면과 범세계성, 유연성, 개방성 측면이 관계가 있는 인터넷사용 범위와 규모의 변화는 쇄신을 위한 플랫폼으로 인터넷이 성공할 수 있는 주요 요소들이다. 한편, 이러한 변화는 인터넷의 잠재적 보안취약성에 대한 우려를 증가시킨다. 동 라운드테이블에서 다룰 주요 토론 주제는 다음과 같다.

- 인터넷 이용이 정부 및 정부 관련 행위에 주는 효과는 무엇인가?
- 인터넷이 경제사회적 목표에 기여하기 위해 어떤 요소가 준비되어야 하는가 ?
- 인터넷 보안 보장과 보안이 되어 있는 중요 정보인프라를 확실히 보호하기 위해 어떤 정책이 개발되어야 하는가 ?

- 창의성 증진 (Fuelling Creativity) 라운드테이블 : 인터넷은 우리의 창조능력, 계산능력, 통신능력, 조율능력, 쇄신능력을 대폭 높여주었고, 과거 수많은 경제/사회적 행위를 제약했던 장애물을 무너뜨려 주었다. 이로 인해 수년 전만 해도 상상하기 어려운 생산성 증가와 원가절감이 있었고 삶의 수준 향상이 있었다. 이 창의적 행위를 통해 새로운 소프트웨어와 하드웨어, 센서기술, 새로운 글로벌 비즈니스 조직법, 고용창출이 만들어졌고, 국경을 뛰어넘는 연구, 정부, 건강, 교육 분야의 디지털 콘텐츠 개발이 있을 수 있었다. "창의성 증진" 세션에서는 아래 제목으로 발표 및 토론이 있을 예정이다.

- 쇄신을 가능하게 하는 방법 그리고 성장과 고용을 위한 새로운 협업모델을 고무시키는 방법(How to enable innovation and encourage new co-operative models for growth and emplyment)
- 공공분야가 제작한 정보, 콘텐츠에 민간분야가 최대한 접근하고 이를 재사용할 수 있도록 하는 방법(Enabling maximum access to public sector information and content and its re-use by the private sector)
- 쇄신정책과 OECD 쇄신전략에서 e-science의 가치(The value of e-science in innovation policy and in the OECD's innovation strategy)

- 신뢰성 구축 (Building Confidence) 라운드테이블 : 인터넷이 경제사회 거래의 핵심 통로가 되면서, 사기와 악의적 행위 또한 인터넷에서 양적인 면과 수법 면에서 증가하고 있어 소비자와 이용자의 신뢰를 위협하고 있다. 어떠한 기관도 혼자서는 신뢰받는 온라인 환경을 보장할 수 없기 때문에 집단적으로 (국경을 뛰어넘어, 모든 이해관계자를 아울러) 신뢰상실을 막기 위한 효과적인 관행을 만들 필요가 있다. "신뢰구축" 세션에서는 아래와 같은 제목으로 발표 및 토론이 있을 예정이다.

- 중대 정보인프라 보안을 보장하고 악의적 소프트웨어와 싸우기 위한 정책(Policies to ensure the security of cirtical information infrastructure and combat malicious software)
- 프라이버시, 보안, 소비자보호를 위한 다양한 이해관계자간, 국경을 뛰어넘는 협력(Multi-stakeholder, cross-border co-operation for privacy, security and consumer protection)
- 온라인상의 소비자를 임파워링하고; 공정한 모바일 상거래를 보장하고; 온라인 신분절도와 싸우기 위한 정책(Policies to empower consumers on line; ensure fair mobile commerce transactions and combat online identity theft)
- 디지털 신분과 이의 운영을 위한 정책(Policies for digital identity and its management)

- 융합의 따른 혜택 (Benefiting from Convergence) 라운드테이블 : 기술개발과 규제개혁을 통해, 과거 독립적이었던 데이터, 음성, 영상 네트워크 플랫폼이 인터넷 프로토콜 기반 단일 플랫폼으로 융합되고 있다. 이의 결과로 다양한 신규서비스, 비즈니스모델의 재평가, 과거 분리되어 있던 시장에서의 경쟁상황 변화가 있게 되었다. 정책은 이 새로운 환경 변화에 적응해야만 한다. 인터넷의 역량은 무선액세스 또는 센서네트워크 같은 신기술을 받아들이면서 더욱 변화될 것으로 기대된다. "융합에 다른 혜택받기" 세션에서는 아래와 같은 제목으로 발표 및 토론이 있을 예정이다.

- 융합과 체세대 초고속 네트워크로의 전환에 필요한 전반적 원칙(Overarching principles needed for convergence and the transition to the next generation of high speed networks)
- 소비자가 결합서비스와 개인맞춤서비스를 제공하는 융합네트워크로 전환 과정에서 잘 항해할 수 있도록 도와주는 가이드(Guidance to help consumers navigate the transition towrads a converged network that offers bundled and tailored services while stimulating competition)
- RFID와 센서 네트워크가 제공하는 기회와 도전을 위한 가이드(Policies for opportunities and challenges offered by evolving RFID and sensor networks)

- "글로벌 인터넷 경제(A Global Internet Economy)" 라운드테이블 : 인터넷의 놀라운 성과와 미래수요를 만족시켜 줄 능력은 인터넷이 성공한 이유와 향후 발전을 막는 장애물을 우리가 얼마나 제대로 파악하고 공유하느냐에 상당부문 달려있다. 인터넷이 새로운 통신기회를 제공하고 신속한 쇄신의 장으로 성장하는 데 있어 대성공을 거둔 배경에는 유연하고 가벼운 규제환경이 상당히 기여했다. 모든 이해관계자에 주어진 도전은 차세대의 수십억 이용자를 위해 인터넷이 있어 가능하게 된 경제사회적 기회를 확대하는 것이다.

두 가지 이슈가 특히 중요할 것이다. 첫째는, 이 중대한 인프라가 세계에서 저개발된 소외된 지역까지 반드시 확장될 필요가 있다. 이렇게 되면 후진국으로서는 인터넷으로 인해 생기는 긍정적인 경제사회적 혜택을 받을 것이고 선진국은 네트워크 효과와 신규 시장창출로 인해 혜택을 받을 것이다. 둘째는, "네트워크들의 네트워크"가 점점 더 광범위하게 확장됨에 따라 국경을 넘는 효과적인 협력 메카니즘이 개발되고 진전되어야 한다. 그래야 정부들이 사악하고 범죄적인 행위를 예방하기 위해 상호협조를 할 수 있게 된다. 동 라운드테이블에서 토의되는 사안은 다음과 같다.
- WSIS (World Summit on the Information Society)와 IGF (Internet Governance Forum)에 참가한 일부가 지지한 것과 같이, 인터넷 트래픽의 국제 교환과 관련, 선진국이 추진하는 정책이 개도국의 통신 접근에 부정적인 영향을 준다는 인식이 있는데 이에 근거가 있는가 ?
- 최근 개도국에서 통신망이 성공적으로 성장하고 이에 따라 경제사회적 발전을 위한 기회가 생겨난 주요 이유는 무엇인가 ?
- 인터넷경제에서 신뢰를 강화시키는 데 있어 국경을 넘는 협력과 집행이 차지하는 역할은 무엇인가 ?
- 최선의 협력과 집행을 어떻게 이루어 내는가를 결정하기 위해 집중해야 할 주요 이슈는 무엇인가 ?

## 향후 일정
- 2007.10.1-2, OECD 정보보안프라이버시 작업반 (WPISP), 카나다 오타와
- 2007.10.3, OECD 기술전망포럼 (참여형Web), 카나다 오타와
- 2007.10.4-5, 제53차 OECD 정보통신정책위원회(ICCP), 카나다 오타와
- 2007.10.3-5, OECD 장관회의 공식 기자회견
- 2008.3., 제54차 OECD 고위급 정보통신정책위원회, 프랑스 파리
- 2008.6.16, "인터넷경제의 미래"에 관한 OECD장관회의 관련 민간 이해관계자 회의(Stakeholders meeting), 서울 COEX
- 2008.6.17-18, "인터넷경제의 미래"에 관한 OECD장관회의, 서울 COEX
- 2008.6.19, 제54차 OECD 정보통신정책위원회, 서울 COEX

## 관련 자료
- "인터넷경제의 미래"에 관한 OECD 장관회의 OECD사무국 사이트 "virtual library"

- Broad-ranging papers

NSF/OECD Workshop “Social and Economic Factors Shaping the Future of the Internet”, Washington D.C. (January 2007)
Proceedings of 8 March 2006 workshop "the Future of the Internet" (August 2006)
OECD input to the United Nations Working Group on Internet Governance (2005)
Creativity
Participative web: user-created content (April 2007)
UNCTAD Expert Meeting: Using ICTs to Achieve Growth and Development (December 2006)
Workshop on Online Audiovisual Services, Film and Video: Issues for Achieving Growth and Policy Objectives (September 2006)
OECD Workshop on Access to Public Sector Information and Content (December 2006)
ICT industry growth to increase by 6% in 2006, says OECD (October 2006)
Radio-Frequency Identification (RFID): Drivers, Challenges and Public Policy Considerations (February 2006)
- Confidence

OECD Workshop on Digital Identity Management (IDM) - Trondheim, Norway (May 2007)
APEC TEL and OECD joint workshop on malware (April 2007)
The Development of Policies for the Protection of Critical Information Infrastructures (CII) (March 2007) 보관됨 2007-06-10 - 웨이백 머신
Mobile Commerce – consumer issues and policy challenges for a promising market (January 2007)
Cross-border Enforcement of Privacy Laws (October 2006)
- Convergence

Overview of the evolution towards fixed-mobile convergence (FMC) (March 2007)
Mobile Multiple Play: New Service Pricing and Policy Implications (January 2007)
Policy considerations for audio-visual content distribution in a multiplatform environment (January 2007)
OECD Foresight Forum "Next Generation Networks: Evolution and Policy Considerations": Summary Report (February 2007)
Internet Traffic Exchange: Market Developments and Measurement of Growth (April 2006)
Rethinking universal service for a next generation network environment (April 2006)
Policy considerations of VoIP (March 2006)